# Platte citroenkorst
Platte citroenkorst (Variospora aurantia) is een korstmos behorend tot de familie Teloschistaceae. Hij komt voor op steen. Hij leeft in symbiose met de alg Pseudotrebouxia. Op Sicilië is gemeld dat hij een gastheer is voor de korstmosachtige schimmelsoort Muellerella lichenicola.

## Determinatie
Platte citroenkorst is een placodioid korstmos met een helder oranjegeel, dof thallus. De randlobben zijn 1,5–3,0 mm breed en liggen dicht tegen het substraat aan. In het centrum zijn vaak apotheciën aanwezig die dezelfde kleur hebben als het thallus.

## Verspreiding
In Nederland is platte citroenkorst vrij zeldzaam.